# Mimaropa
Mimaropa je jedna od 17 regija u Filipinima. Središte regije je u gradu Calapanu. Mimaropa je poznata kao Regija IV-B. 

## Stanovništvo
Prema podacima iz 2010. godine u regiji živi 2.744.671 stanovnika dok je prosječna gustoća naseljenosti 93 stanovnika na km².

## Podjela
Regija je podjeljena na pet provincija, dva grada, 72 općine i 1.458 barangaya. 
| Grb | Provincija/Grad         | Središte             | Stanovništvo (2010.) | Površina (km²) | Gustoća (na km²) |
| --- | ----------------------- | -------------------- | -------------------- | -------------- | ---------------- |
|     | Marinduque              | Boac                 | 277.828              | 952,6          | 291.7            |
|     | Occidental Mindoro      | Mamburao             | 452.971              | 5.865,7        | 77.2             |
|     | Oriental Mindoro        | Calapan City         | 785.602              | 4.238,4        | 185.4            |
|     | Palawan                 | Puerto Princesa City | 771,667              | 14,649.7       | 52.7             |
|     | Romblon                 | Romblon              | 283.930              | 1.533,5        | 185.2            |
|     |                         |                      |                      |                |                  |
|     | Puerto Princesa City[1] | —                    | 222.673              | 2.400          | 92.8             |

- Ostali gradovi: Calapan City (komponetni grad)